# Peter Schneeberger
Peter Schneeberger (Wels, 9 april 1953 – aldaar, 11 maart 2009) was een Oostenrijks componist, muziekpedagoog, dirigent, organist en pianist.

## Levensloop
Schneeberger kreeg zijn eerste accordeon- en pianolessen aan de stedelijke muziekschool te Wels. Hij studeerde aan het Bruckner conservatorium te Linz piano, solo-zang en compositie. Hij behaalde het diploma als muziekleraar in het vak piano. 
In 1961/1972 was hij pianoleraar aan de muziekschool in Kirchdorf an der Krems. Aansluitend was hij tot 1990 muziekleraar aan de stedelijke muziekschool te Wels. In deze tijd was hij dirigent van het jeugd-strijkorkest, waarmee hij concertreizen naar Italië, Hongarije en Tsjechië gemaakt heeft. Van 1990 tot 1997 was hij directeur van de Landesmusikschule Grieskirchen. Sind 1997 is hij directeur van de Landesmusikschule Wels. 
Aan de parochiekerk te Gunskirchen was hij in de tijd van 1972 tot 1997 organist. Sinds 1982 is hij ook organist aan St. Josef te Wels. Van 1973 tot 1997 was hij dirigent van de kerkkoor te Gunskirchen en sinds 1982 dirigent van de kerkkoor van de parochie Sint Josef te Wels. Hij was medeoprichter van de "Cappella Ovilava", een ensemble dat op de uitvoering van oude muziek focusseert is. Van 2000 tot 2003 was hij regio-koorleider en sinds 2003 is hij cantor van de regio I (Linz-Hausruck) in de federatie van koren in Opper-Oostenrijk.
Met zijn verschillende ensembles heeft hij talrijke opnames gemaakt en optredens in omroep en tv verzorgd. 
Naast andere prijzen werd hij in 1987 onderscheiden met de "Förderungspreis der Stadt Wels für Musik" en hij is sinds 1997 consulent van de Opper-Oostenrijkse regering voor de muziek.
Als componist schreef hij werken voor verschillende genres. Voor de publicaties van de werken heeft hij een eigen muziekuitgave opgericht.

## Composities

### Werken voor orkest
- 1990 Metamorphosis, ballet-muziek voor orkest
- Concert, voor dwarsfluit en strijkers
- Concert, voor viool en kamerorkest
- Kleine Suite, voor strijkorkest
- L'Indaffarato, concertino voor klarinet en orkest
- La danse, ballet-muziek voor orkest
- La mer et les oiseaux, ballet-muziek voor orkest
- Musica triste, treurmuziek voor orkest
- Symfonie Nr. 1, voor orkest

### Werken voor harmonieorkest
- 1994 Festmusik
- 1994 O Xenos (De vremdeling), symfonietta voor harmonieorkest
- Musica solenne, feestmuziek voor harmonieorkest
- Sax-Time, voor 2 altsaxofoons solo en harmonieorkest
- Twee processie-marsen
- koralen, kerkliederen ("Fronleichnamslieder")
- verschillende marsen

### Missen, cantates en gewijde muziek
- Cantate, voor bas solo, (opper-stemmen-)koor en orkest
- Duitse feestmis tot eer van de Heilige Jozef van Nazareth, voor solisten, gemengd koor en orgel
- Festmesse in D, voor solisten, gemengd koor en orkest
- Memento, voor gemengd koor (gecomponeerd ter herinnering aan de 50 jaar geleden bevrijding van concentratiekamp Mauthausen)
- Messe zu Ehren des Hl. Martin (Mis ter eer van de Sint-Maarten), voor solisten, gemengd koor en orkest
- Missa in Es, voor bas solo, gemengd koor en harmonieorkest
- Missa super "Christ ist erstanden", voor gemengd koor, twee trompetten en twee trombones
- Pernauer Messe, ritmische liederen - bezetting ad lib.
- VISIO, cantate voor sopraan, bas, gemengd koor, orgel, hout-blazerskwintet, koper-blazerskwintet en harmonieorkest

### Toneelmuziek

#### Balletten
- Der Kleine Prinz (Le petit Prince), libretto: naar het verhaal van Antoine de Saint-Exupéry

### Werken voor koren
- "Wo man singt, . . ., liederen voor gemengd koor 
  1. liederen voor advent en kerstmis
  2. liederen vanuit Europa

### Vocale muziek
- Antigone, voor bariton en piano - tekst: Roswitha Reichart

### Kamermuziek
- 2003 Aulodie 3 Miniaturen voor dubbelriet-blazers
- Carinthia - variaties over een lied uit Karinthië, voor klarinet, cello en piano
- Festfanfare, voor 3 trompetten, 3 trombones en pauken
- Incredibile of "Een muzikaal grapje", voor dwarsfluit, klarinet en piano
- Ironique, drie kleine stukken voor vier blazers
- Klein rondo, voor twee dwarsfluiten en altfluit
- Kwartet, voor dwarsfluit, klarinet, cello en piano
- Life is so easy! Isn't it?, voor dwarsfluit-trio
- Sonate, voor klarinet en piano
- Sonatine, voor viool en piano
- Sonatine, voor cello en piano
- tempora mutantur. et homo?, voor 13 blazers (gecomponeerd voor de opening van de Landesausstellung 2000 (expositie van de deelstaat in 2000) in Wels)
- Variaties over een bekend kinderlied, voor dwarsfluit, viool, cello en piano

### Werken voor piano
- Drie kleine stukken
- Variaties over een Boheems lied
- 3 miniaturen